# Wasserburg Schwarza
Die Wasserburg Schwarza ist eine abgegangene Wasserburg in Schwarza im heutigen Landkreis Schmalkalden-Meiningen in Thüringen.

## Geschichte
Der Ort Schwarza war im 9. und 10. Jahrhundert im Besitz der Grafen von Henneberg. Die in dieser Zeit errichtete Burg diente zur Sicherung der Straßen über den Thüringer Wald, um Zugang zu den Räumen um Meiningen und Rohr zu haben. Die Henneberger Linie teilte sich, Schwarza wurde Platz für die Linie Henneberg-Schwarza für den Verwaltungsmittelpunkt Römhild. In Folge von Erbstreitigkeiten wechselte die Wasserburg oft den Besitzer. An ihrer Stelle wurde im 16. bis 18. Jahrhundert das Schloss der Herren zu Stolberg errichtet. Reste der Wasserburg sind kaum noch vorhanden.
Der Nachfolgebau, Schloss Stolberg, eine Dreiflügelanlage, befindet sich seit 1992 in Privatbesitz. Begonnene Sanierungsarbeiten wurden 1994 eingestellt und mangels Nutzungskonzept unter dem neuen Eigentümer nicht wieder aufgenommen.